# Françoise Vanhecke
Françoise Vanhecke (Harelbeke, 19 november 1957), ook gekend onder het pseudoniem Irma Bilbao, is een Belgische sopraan, componiste, onderzoekster in de muziek en muzieklerares.
Ze verrichtte pionierswerk op het gebied van inhalerend zingen. Onder de naan Irma Bilbao componeert Vanhecke ook, vooral, hedendaagse klassieke muziek. Ze won onder andere de Palmo d'Oro prijs in 1987.

## Levensloop
Vanhecke begon met componeren toen ze 13 jaar oud was. Ze werd algauw opgemerkt door Luc Goosen en Jan Decadt, die haar vroege pianocomposities als plichtwerken oplegden aan de studenten van de Stedelijke Academie Harelbeke.
In 1982 studeerde Vanchecke af aan het Koninklijk Conservatorium Gent, waar ze de opleidingen piano, zang en lyrische kunst volgde. In 2000 behaalde ze de master muziek aan LUCA School of arts, campus Lemmens. Vanhecke deed van 2012 tot 2017 haar doctoraatsonderzoek aan de Universiteit Gent, met als onderwerp: ‘Inhaling Singing, a new extended vocal technique’.
In 2003 ontving Vanhecke een beurs van de New York Women Composers voor haar soloproject More than a voice. In 2022 ontving ze opnieuw een beurs van de New York Women Composers voor haar solorecital SOLISSIMA.

## Werken

### Kamermuziek
- Jong Bloed (1995) voor stem en bongo, naar een tekst van Guido Gezelle
- Ku Soko (2003) voor stem, piano, bongo of kleine percussie gebaseerd op het gelijknamige werk van Jacqueline Fontyn
- Spirto (2005) voor stem, bongo of kleine percussie en zaklamp, opgedragen aan Karmella Tsepkolenko, naar The Tyger van William Blake en Irma Bilbao
- Lascia ch’io pianga (2006) voor stem en piano, naar Georg Friedrich Händel
- Rencontre (mélodie) (2007) voor stem en piano
- Joyeux Anniversaire (mélodie) (2007) voor stem en piano
- Smek (2008) voor stem, klarinet in Bb en basklarinet en tamoerijn, opgedragen aan Stephan Vermeersch en in memoriam Karlheinz Stockhausen
- Spirto 2 (2010) voor stem, klarinet in Bb, bongo of kleine percussie en zaklamp, opgedragen aan Milen Panayotov en Stephan Vermeersch
- Spirto 3 (2010) voor piano, viool en cello, opgedragen aan Lieven Debrauwer en Danielle Baas
- 4 Souterliedekens op psalm 16, psalm 17 , psalm 22 en psalm 23 (2011) voor stem, woodblock of handclap en strijkinstrumenten of houtblazers
- Flexavoice (2013) voor ISFV-stem en flexatoon
- Little but… (2013) voor stem, xylofoon, piano, strijkers, fagot, klarinet en basfluit
- Out of Oud (2014) voor altviool, oud (Arabische luit) en contrabas
- Smile (2014) voor altviool en ISFV-stem
- Evta song for Belgium (2014) sing-along song
- Spirto 4 (2014) voor stem, piano, viool, percussie en zaklamp, opgedragen aan Dominica Eyckman
- Stand up for Theremin (2015) gecomponeerd voor het International Congress of Ultrasonics 2015 in Georgia Tech Lorraine
- Spirto 5 (2017) voor sopraan, ISFV-stem, tape, oceandrum, robots en inhaling singing ISFV-koor
- Ipem-song (2017) sing-along song
- Pevoc-song (2017) sing-along song
- ICVT-song (2017) sing-along song of solo song
- World Choir Games-song (2020) sing-along song
- Covid 19-Coronasong (2020) voor stem en orkest
- Covid 19-Coronasong (2020) voor stem en piano (akoestische versie)

### Muziek voor piano solo
- Uit mijn wereldje (1971)
- Musette (1971)
- Romance-Romana (1972)
- Bim Bam – Bim Bam (1972)
- Studie (1972)
- Finger Exercises A (1972)
- Finger Exercises B with Variations (1972)
- Shadows (2007) voor vier handen, opgedragen aan Danielle Baas
- A-musette (2014)
- Baasmusette (2018)

### Muziektheater
- Club Medea (2005) voor poppentheater, sopraan, en seadrum/oceandrum
- Basta Diva (2011) in samenwerking met Lieven Debrauwer

### Koorwerken
- Kritsa (2008) voor SATB, a capella
- 4 Souterliedekens op psalm 16 & 17, psalm 22 & 23 (2011)
- Patchwork (2017) voor ISFV-koor
- Spirto 6 (2020)
- Covid 19 - Coronasong (Spirto 7) (2020)

### Soundscapes
- East Crete, Mother Goddess (2008-2009) in samenwerking met Moniek Darge
- Gallop (2011) in samenwerking met Moniek Darge
- Firenze (2012)

### Improvisatie
- Impro MPAA (2009)
- Free Breeze (2007)

### Vocale muziek
- 2V2P (2010) two voices / acteurs en twee vingerpoppen
- Roll Up (2011) voor drie performers
- Bossa Bama (2012) voor twee performers
- Hopla (2013)
- Bird song (2014) voor ISFV-stem

### Lichte muziek
Onder de naam Dona Nobis, samen met Peter Clasen:
- Danza danza
- De ganse wereld
- Odi et amo
- I feel free
- Dona Nobis
- Sick of you
- Amor ariba
- La baronne
- Jong bloed (2008)